# Рушевич, Анес
Анес Рушевич (серб. Анес Рушевић; род. 2 декабря 1996, Нови-Пазар, Рашский округ) — сербский футболист, нападающий клуба «Иберия 1999».

## Карьера

### Клубная
Первое признание Рушевич получил после того, как по итогам сезона 2014/15 с 21 голом стал лучшим бомбардиром молодёжного чемпионата страны. В сербской Суперлиге Анес дебютировал в мае 2015-го в выездном поединке с белградским «Партизаном» (1:1).
Карьера Рушевича развивается по нарастающей. Если в розыгрыше 2015/16 он проводил на поле в среднем 20-25 минут, то в чемпионате 2016/17 — около 60. Растет и результативность. Всего с момента начала выступлений в основном составе «Нови-Пазар» Анес провел 39 матчей, забил 6 мячей.
В начале 2017 года перешел в борисовский БАТЭ. В течение сезона сыграл 16 матчей, забил 4 мяча (чемпионат — 12/1, Кубок — 3/3, Суперкубок — 1/0). Помимо того, в активе форварда 8 голов в 12 встречах за дублирующий состав БАТЭ.
В сезоне 2024/2025 выступал за «Зриньски» и «Работнички»; за вторых провел 13 матчей и забил 3 гола. В июне 2025 года расстался с клубом.

### В сборной
В 2017 году сыграл 1 матч за сборную Сербии до 21 года против сборной Греции (3:1); Рушевич вышел на 65-й минуте, заменив Ивана Шапонича.

## Достижения
БАТЭ
- Обладатель Суперкубка Беларуси: 2017